# Dianthus virgatus
Dianthus virgatus là loài thực vật có hoa thuộc họ Cẩm chướng. Loài này được Pasq. mô tả khoa học đầu tiên năm 1861.